# Richard Brooks
Richard Brooks, nato Ruben Sax (Filadelfia, 18 maggio 1912 – Studio City, 11 marzo 1992), è stato un regista, sceneggiatore, scrittore e produttore cinematografico statunitense.

## Biografia
Figlio di immigrati russi di origine ebraica, Brooks conseguì la laurea alla Temple University, e successivamente iniziò a lavorare come cronista sportivo, per poi divenire collaboratore della NBC. Benché avesse già in precedenza sceneggiato alcuni b-movie, fu solo dopo la guerra, cui prese parte per due anni come marine, che si affermò a Hollywood. Grazie al successo di alcuni suoi romanzi, tra i quali The Brick Foxhole, da cui venne tratto il film Odio implacabile (1947) di Edward Dmytryk, The Boiling Point (1948) e The Producer (1951) - vivida rappresentazione del sistema delle major, ispirata alla figura del produttore Mark Hellinger - Brooks ottenne l'incarico di sceneggiatore di alcune importanti produzioni: Forza bruta (1947) di Jules Dassin, e L'isola di corallo (1948) di John Huston.
Brooks continuò a esercitare l'attività di sceneggiatore anche dopo il suo passaggio alla regia con La rivolta (1950). Nel suo periodo d'oro, a cavallo tra gli anni cinquanta e sessanta, ottenne cinque candidature all'Oscar per la migliore sceneggiatura, per Il seme della violenza (1955), La gatta sul tetto che scotta (1958), I professionisti (1966), A sangue freddo (1967) e Il figlio di Giuda (1960) che, oltre alla statuetta per la sceneggiatura, si aggiudicò l'Oscar al miglior attore per Burt Lancaster e l'Oscar alla miglior attrice non protagonista per Shirley Jones.
Nel 1960 Brooks sposò l'attrice Jean Simmons, dopo che questa aveva divorziato da Stewart Granger. Dal matrimonio nacque una figlia, Kate, ma la coppia adottò anche Tracy (la figlia della Simmons e Granger). Il matrimonio finì con una separazione nel 1977, ma il divorzio ebbe effetto legale solo nel 1980. In precedenza, Brooks era stato sposato per undici anni con Harriette Levin, dalla quale aveva divorziato .
Circondato dalla famiglia e dall'amico di lunga data Gene Kelly, Brooks morì per insufficienza cardiaca nel 1992 nella sua casa a Coldwater Canyon a Studio City, in California. Fu sepolto nel cimitero di Hillside Memorial Park a Culver City, in California, a pochi passi dalle tombe dei suoi genitori. Sulla sua tomba è stata posta una targa con la scritta "Prima viene la parola ...". La citazione venne scelta dalla figliastra, Tracy Granger, che ha sempre identificato Brooks più fortemente come scrittore che regista
.

## Temi
Autore versatile e poliedrico, esplorò le potenzialità del linguaggio filmico, confrontandosi con gli autori più disparati, dai grandi drammaturghi americani contemporanei, come Tennessee Williams in La gatta sul tetto che scotta (1958) e La dolce ala della giovinezza (1962) e Francis Scott Fitzgerald in L'ultima volta che vidi Parigi (1954) ai grandi romanzieri del XIX secolo, come Fëdor Dostoevskij in Karamazov (1958) e Joseph Conrad  in Lord Jim (1965) e cimentandosi in ogni genere cinematografico, dal western con Stringi i denti e vai! (1975) e il più crepuscolare L'ultima caccia (1956), al dramma sentimentale, dal thriller come Il genio della rapina (1971) e Obiettivo mortale (1982) al film di impegno sociale e politico.
Proprio in quest'ultimo genere, in continuità con la sua precedente attività di scrittore, il liberal Richard Brooks, cresciuto negli ideali democratici ed egualitari del New Deal rooseveltiano, dà probabilmente i risultati più elevati. Dalla denuncia della concentrazione del potere mediatico e della sua sempre crescente influenza, ne Il figlio di Giuda (1960), ma soprattutto L'ultima minaccia (1952), allo svelamento dei meccanismi della discriminazione razziale ne Il seme della violenza (1955), Qualcosa che vale (1957), ambedue con un giovane Sidney Poitier, sino al profetico, già citato Obiettivo mortale (1982) in cui, a seguito degli intrighi del potere politico, il World Trade Center viene colpito da una serie di attentati, Brooks, in modo sempre più disincantato ed impotente, illustra le dinamiche di un potere che si distacca progressivamente dal popolo.

## Filmografia

### Regista e sceneggiatore
Tutti i film sono stati diretti da Brooks e sceneggiati (eccetto dove indicato) dallo stesso.
- La rivolta (Crisis) (1950)
- L'immagine meravigliosa (The Light Touch) (1951)
- L'ultima minaccia (Deadline USA) (1952)
- Essi vivranno! (Battle Circus) (1953)
- Femmina contesa (Take the High Ground!), sceneggiatura di Millard Kaufman (1953)
- La fiamma e la carne (Flame and the Flesh), sceneggiatura di Helen Deutsch (1954)
- L'ultima volta che vidi Parigi (The Last Time I Saw Paris) (1954)
- Il seme della violenza (Blackboard Jungle) (1955)
- L'ultima caccia (The Last Hunt) (1956)
- Pranzo di nozze (The Catered Affair), sceneggiatura di Paddy Chayefsky e Gore Vidal (1956)
- Qualcosa che vale (Something of Value) (1957)
- Karamazov (The Brothers Karamazov) (1958)
- La gatta sul tetto che scotta (Cat on a Hot Tin Roof) (1958)
- Il figlio di Giuda (Elmer Gantry) (1960)
- La dolce ala della giovinezza (Sweet Bird of Youth) (1962)
- Lord Jim (1965)
- I professionisti (The Professionals) (1966)
- A sangue freddo (In Cold Blood) (1967)
- Lieto fine (The Happy Ending) (1969)
- Il genio della rapina ($) (1971)
- Stringi i denti e vai! (Bite the Bullet) (1975)
- In cerca di Mr. Goodbar (Looking for Mr. Goodbar) (1977)
- Obiettivo mortale (Wrong Is Right) (1982)
- Febbre di gioco (Fever Pitch) (1985)

### Solo sceneggiatore
- Men of Texas, regia di Ray Enright (1942)
- Sin Town, regia di Ray Enright (1942)
- Selvaggia bianca (White Savage), regia di Arthur Lubin (1943)
- Il cobra (Cobra Woman), regia di Robert Siodmak (1944)
- La mia migliore ragazza (My Best Gal), regia di Anthony Mann (1944)
- Una celebre canaglia (Swell Guy), regia di Frank Tuttle (1946)
- Forza bruta (Brute Force), regia di Jules Dassin (1947)
- L'isola di corallo (Key Largo), regia di John Huston (1948)
- La donna del traditore (To the Victor), regia di Delmer Daves (1948)
- Fate il vostro gioco (Any Number Can Play), regia di Mervyn LeRoy (1949)
- La strada del mistero (Mystery Street), regia di John Sturges (1950)
- La setta dei tre K (Storm Warning), regia di Stuart Heisler (1951)

## Premi e riconoscimenti

### Premio Oscar
- 1956 - Candidato alla miglior sceneggiatura per Il seme della violenza
- 1959 - Candidato al miglior regista per La gatta sul tetto che scotta
- 1959 - Candidato alla miglior sceneggiatura non originale per La gatta sul tetto che scotta
- 1961 - Miglior sceneggiatura non originale per Il figlio di Giuda
- 1967 - Candidato al miglior regista per I professionisti
- 1967 - Candidato alla miglior sceneggiatura non originale per I professionisti
- 1968 - Candidato al miglior regista per A sangue freddo
- 1968 - Candidato alla miglior sceneggiatura non originale per A sangue freddo